# Charley Douglass
Charley Douglass foi um engenheiro estadunidense, responsável pela criação da Laff Box.
Em 1992, Charley Douglass recebeu o prémio Emmy, em reconhecimento pelo seu contributo dado à televisão dos Estados Unidos da América.